# Metatarso (ragno)

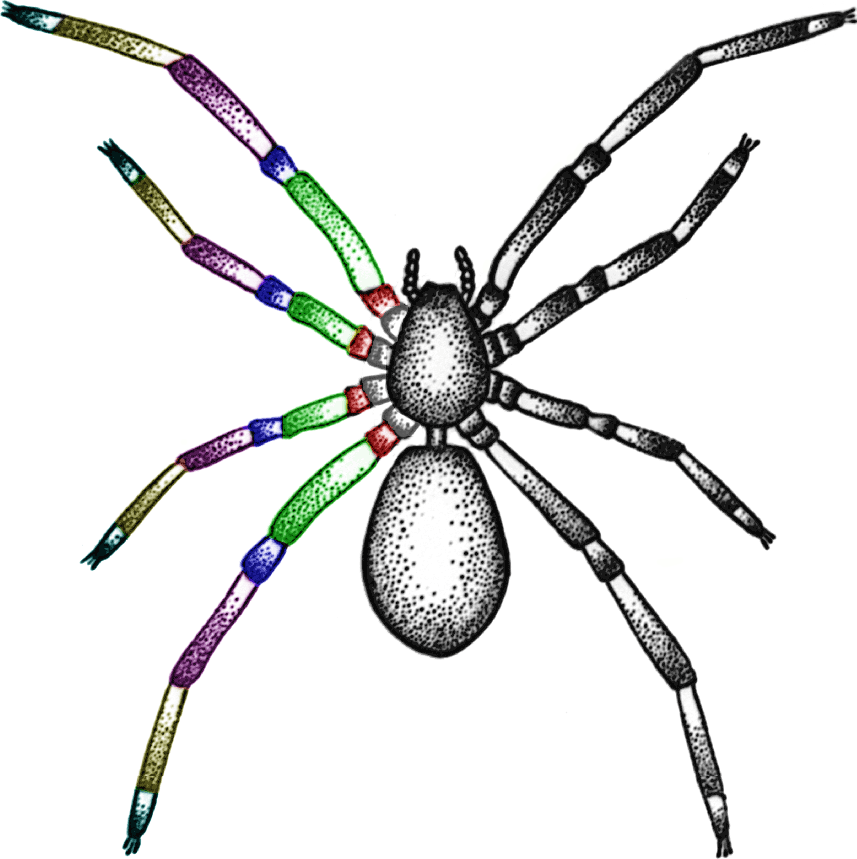
In questo schema si distinguono i segmenti o articoli che formano le zampe dei ragni attraverso colori diversi:
coxa = grigio
trocantere = rosso
femore = verde
patella = blu
tibia = viola
metatarso = giallo
tarso = celeste

Il metatarso o basitarso di un ragno è il sesto segmento o articolo della zampa che pone in connessione la tibia con il tarso, rispettivamente quinto e settimo segmento della zampa in ordine distale dal corpo.

## Etimologia
La parola metatarso è composta dal prefisso greco μετά-, metà-, che ha vari significati, in questo contesto assume quello di oltre, dopo, ad indicare che in senso prossimale, cioè a partire dalla punta della zampa verso il corpo, è il segmento che viene dopo il tarso; la seconda parte del termine deriva dal greco antico -ταρσός, -tarsòs, che indicava il graticcio per far cagliare il formaggio e poi ha assunto anche il significato di pianta del piede.
Il prefisso basi- deriva dal greco βάσις, bàsis, con il significato di base, piedistallo.

## Morfologia
Il metatarso ha forma cilindrica, allungata, molto sottile e dalla struttura più rigida: in pratica è il naturale proseguimento della tibia, di spessore minore. I principali muscoli che governano i movimenti di questo segmento sono i seguenti:
1. Muscolo flexor metatarsi longus,
2. Muscolo flexor metatarsi bilobatus,
3. Muscolo flexor tarsi anticus et posticus,
4. Muscolo flexor tarsi major et minor, questi quattro muscoli allineano i movimenti della tibia con il metatarso.[2].
5. Muscolo extensor unguium,
6. Muscolo levator pretarsi,
7. Muscolo flexor unguium,
8. Muscolo depressor pretarsi, questi ultimi quattro muscoli rendono un tutt'uno il movimento metatarso-tarso per un efficace uso dell'artiglio terminale.[2]

L'articolazione tibia-metatarso è disposta lungo una dorsale alquanto rigida che non consente alcuna possibilità di elevazione al metatarso; poiché la membrana articolare è abbastanza ampia, consente ampi movimenti di ripiegamento verso il corpo del ragno. Per l'efficacia di questo movimento, agiscono in sincronia i muscoli n.1 e n.3 alternativamente ai muscoli n.2 e n.4.
L'articolazione metatarso-tarso non ha muscoli direttamente associati, condizione del resto presente anche fra gli insetti; ma la giunzione svolge comunque un ruolo fondamentale nel movimento contrattivo del tarso e quindi dell'artiglio, a causa della disposizione del tendine lungo i muscoli n.7 e n.8. Non vi è alcun condilo articolare in questa giunzione.
I ragni provvisti di cribellum sviluppano sul margine superiore del metatarso delle zampe posteriori un organo a guisa di pettine, detto calamistro che è di ausilio indispensabile nella stesura e nella messa in tensione della ragnatela.